# Premier League Darts 2017
De Betway Premier League Darts 2017 was de dertiende editie van het jaarlijkse dartstoernooi georganiseerd door de PDC. Het toernooi liep van 2 februari tot 18 mei 2017. De titelverdediger van het toernooi was Michael van Gerwen. Hij won in de vorige editie zijn tweede Premier League-titel door Phil Taylor in de finale met 11–3 te verslaan. Van Gerwen wist zijn titel te verlengen door Peter Wright in de finale met 11-10 te verslaan.

## Spelers
De top 4 van de PDC Order of Merit was automatisch gekwalificeerd voor deelname aan de Premier League Darts. Voor de editie van 2017 waren dit: Michael van Gerwen, Gary Anderson, Peter Wright en Adrian Lewis.
De andere zes spelers mochten deelnemen dankzij het verkrijgen van een wildcard. De PDC maakte op 2 januari 2017, direct na de finale van het PDC World Darts Championship 2017, het tienhoofdige deelnemersveld voor de Premier League Darts 2017 bekend.
Vier spelers kregen een wildcard van de PDC. Dit waren James Wade, Dave Chisnall, Kim Huybrechts en Jelle Klaasen. Daarnaast ontvingen twee spelers een wildcard van de Britse tv-zender Sky Sports, te weten Raymond van Barneveld en Phil Taylor.
Ten opzichte van de vorige editie deden Robert Thornton en Michael Smith niet meer mee.
De opzet van het toernooi was sinds de editie van 2013 ongewijzigd gebleven. Alle spelers speelden eenmaal tegen elkaar, waarna de twee laagst genoteerden na negen weken uitgeschakeld waren. Vanaf dat moment speelden de laatste acht spelers tegen elkaar om zich te plaatsen voor vier plekken in de play-offs.
In speelronde 5 moest Michael van Gerwen verstek laten gaan vanwege een rugblessure. Hij werd die avond vervangen door Dave Chisnall. De wedstrijd tegen James Wade werd in speelronde 8 ingehaald.
In speelronde 9 (judgement night) moest Kim Huybrechts verstek laten gaan vanwege familieomstandigheden. Hij was op dat moment al uitgeschakeld. De toernooiorganisatie besloot om de uitslag van zijn wedstrijd van die avond reglementair op 7-0 winst voor Peter Wright vast te stellen.
| Speler                | Aantal deelnames in de Premier League | Aantal deelnames op rij | Positie op de PDC Order of Merit | Beste resultaat                 | Kwalificatie        |
| --------------------- | ------------------------------------- | ----------------------- | -------------------------------- | ------------------------------- | ------------------- |
| Michael van Gerwen    | 5e                                    | 5                       | 1                                | Winnaar (2013, 2016)            | PDC Order of Merit  |
| Gary Anderson         | 7e                                    | 7                       | 2                                | Winnaar (2011, 2015)            | PDC Order of Merit  |
| Peter Wright          | 4e                                    | 4                       | 3                                | Vijfde plaats (2014, 2016)      | PDC Order of Merit  |
| Adrian Lewis          | 10e                                   | 10                      | 4                                | Runner-up (2011)                | PDC Order of Merit  |
| James Wade            | 9e                                    | 3                       | 5                                | Winnaar (2009)                  | PDC Wildcard        |
| Phil Taylor           | 13e                                   | 13                      | 6                                | Winnaar (2005-2008, 2010, 2012) | Sky Sports Wildcard |
| Dave Chisnall         | 4e                                    | 4                       | 7                                | Halve finale (2015)             | PDC Wildcard        |
| Jelle Klaasen         | 2e                                    | 1                       | 9                                | 7e (2009)                       | PDC Wildcard        |
| Raymond van Barneveld | 12e                                   | 12                      | 10                               | Winnaar (2014)                  | Sky Sports Wildcard |
| Kim Huybrechts        | 2e                                    | 1                       | 13                               | 10e (2015)                      | PDC Wildcard        |

## Speelsteden/-gelegenheden
Dit jaar werd de Premier League Darts wederom in Nederland gehouden. Tijdens speelronde 7 speelden de spelers in Ahoy Rotterdam.
| Newcastle                              | Nottingham                            | Leeds                                    | Brighton                              |
| -------------------------------------- | ------------------------------------- | ---------------------------------------- | ------------------------------------- |
| Metro Radio Arena Donderdag 2 februari | Capital FM Arena Donderdag 9 februari | First Direct Arena Donderdag 16 februari | Brighton Centre Donderdag 23 februari |
|                                        |                                       |                                          |                                       |
| Exeter                                 | Glasgow                               | Rotterdam                                | Manchester                            |
| Westpoint Arena Donderdag 2 maart      | SSE Hydro Donderdag 9 maart           | Ahoy Rotterdam Donderdag 16 maart        | Manchester Arena Donderdag 23 maart   |
|                                        |                                       |                                          |                                       |
| Cardiff                                | Dublin                                | Liverpool                                | Belfast                               |
| Motorpoint Arena Donderdag 30 maart    | 3Arena Donderdag 6 april              | Echo Arena Donderdag 13 april            | The SSE Arena Donderdag 20 april      |
|                                        |                                       |                                          |                                       |
| Birmingham                             | Sheffield                             | Aberdeen                                 | Londen                                |
| Barclaycard Arena Donderdag 27 april   | FlyDSA Arena Donderdag 4 mei          | GE Gas & Oil Arena Donderdag 11 mei      | The O2 Donderdag 18 mei               |
|                                        |                                       |                                          |                                       |

## Prijzengeld
Het prijzengeld was ten opzichte van de vorige editie in 2016 verhoogd van £725.000 tot £825.000.
| Plaats                       | Prijzengeld (Totaal: £825.000) |
| ---------------------------- | ------------------------------ |
| Winnaar                      | £250.000                       |
| Runner-up                    | £120.000                       |
| Halvefinalist                | £80.000                        |
| Koploper (na 15 speelrondes) | £25.000                        |
| 5e plaats                    | £65.000                        |
| 6e plaats                    | £55.000                        |
| 7e plaats                    | £50.000                        |
| 8e plaats                    | £45.000                        |
| 9e plaats                    | £30.000                        |
| 10e plaats                   | £25.000                        |

## Statistieken

### Groepsfase
| Positie | Naam                  | Gespeeld | Winst | Gelijk | Verlies | Legs voor | Legs tegen | +/− | Breaks | Gem.   | Punten | 180's |
| ------- | --------------------- | -------- | ----- | ------ | ------- | --------- | ---------- | --- | ------ | ------ | ------ | ----- |
| 1       | Michael van Gerwen    | 16       | 10    | 4      | 2       | 102       | 70         | +32 | 36     | 103.82 | 24     | 58    |
| 2       | Peter Wright          | 16       | 10    | 3      | 3       | 98        | 68         | +30 | 30     | 97.73  | 23     | 46    |
| 3       | Phil Taylor           | 16       | 8     | 3      | 5       | 92        | 85         | +7  | 33     | 99.13  | 19     | 37    |
| 4       | Gary Anderson         | 16       | 7     | 4      | 5       | 91        | 79         | +12 | 36     | 99.53  | 18     | 53    |
| 5       | Dave Chisnall         | 16       | 6     | 4      | 6       | 82        | 87         | −5  | 27     | 101.43 | 16     | 65    |
| 6       | Raymond van Barneveld | 16       | 6     | 2      | 8       | 79        | 89         | −10 | 26     | 97.23  | 14     | 58    |
| 7       | James Wade            | 16       | 5     | 3      | 8       | 82        | 95         | −13 | 25     | 93.96  | 13     | 25    |
| 8       | Adrian Lewis          | 16       | 6     | 1      | 9       | 76        | 90         | −14 | 25     | 96.21  | 13     | 46    |
| 9       | Jelle Klaasen         | 9        | 1     | 1      | 7       | 42        | 58         | −16 | 11     | 88.74  | 3      | 23    |
| 10      | Kim Huybrechts        | 9        | 0     | 3      | 6       | 37        | 60         | −23 | 11     | 92.91  | 3      | 25    |

- Laatste twee spelers (Jelle Klaasen & Kim Huybrechts) vielen na speeldag 9 (30 maart) af, de top vier plaatste zich na speeldag 15 (11 mei) voor de play-offs.

| Legenda kleuren in de tabellen |
| ------------------------------ |
| Geplaatst voor play-offs       |
| Uitgeschakeld                  |

### Positie per ronde
| Speler                | Ronde | Ronde | Ronde | Ronde | Ronde | Ronde | Ronde | Ronde | Ronde | Ronde | Ronde | Ronde | Ronde | Ronde | Ronde |
| Speler                | 1     | 2     | 3     | 4     | 5     | 6     | 7     | 8     | 9     | 10    | 11    | 12    | 13    | 14    | 15    |
| --------------------- | ----- | ----- | ----- | ----- | ----- | ----- | ----- | ----- | ----- | ----- | ----- | ----- | ----- | ----- | ----- |
| Michael van Gerwen    | 5     | 2     | 1     | 1     | 3     | 2     | 2     | 1     | 1     | 1     | 1     | 1     | 1     | 1     | 1     |
| Peter Wright          | 2     | 7     | 4     | 4     | 2     | 1     | 1     | 2     | 2     | 2     | 2     | 2     | 2     | 2     | 2     |
| Phil Taylor           | 1     | 1     | 2     | 2     | 1     | 4     | 7     | 6     | 5     | 4     | 5     | 3     | 4     | 4     | 3     |
| Gary Anderson         | 6     | 3     | 5     | 5     | 6     | 3     | 6     | 4     | 4     | 5     | 3     | 4     | 3     | 3     | 4     |
| Dave Chisnall *       | 10    | 10    | 8     | 10    | 5     | 7     | 8     | 8     | 8     | 8     | 8     | 7     | 7     | 5     | 5     |
| Raymond van Barneveld | 3     | 4     | 6     | 6     | 7     | 6     | 4     | 3     | 3     | 3     | 4     | 5     | 5     | 6     | 6     |
| James Wade            | 4     | 5     | 3     | 3     | 4     | 5     | 3     | 7     | 7     | 7     | 7     | 8     | 8     | 8     | 7     |
| Adrian Lewis          | 7     | 6     | 7     | 7     | 8     | 8     | 5     | 5     | 6     | 6     | 6     | 6     | 6     | 7     | 8     |
| Jelle Klaasen         | 9     | 9     | 10    | 9     | 10    | 10    | 10    | 9     | 9     | 9     | 9     | 9     | 9     | 9     | 9     |
| Kim Huybrechts        | 8     | 8     | 9     | 8     | 9     | 9     | 9     | 10    | 10    | 10    | 10    | 10    | 10    | 10    | 10    |

* Chisnall had na speelronde 5 een wedstrijd meer gespeeld dan de rest, Van Gerwen had een wedstrijd minder dan de rest. Dit is in speelronde 8 ingehaald.

### Toernooireeks
| Speler                | Ronde   | Ronde   | Ronde   | Ronde   | Ronde   | Ronde   | Ronde   | Ronde   | Ronde   | Ronde   | Ronde   | Ronde | Ronde   | Ronde   | Ronde   | Ronde   | Ronde   | Ronde   | Ronde   | Ronde   | Ronde   | Ronde   |   | Play-Offs | Play-Offs |
| Speler                | 1e Fase | 1e Fase | 1e Fase | 1e Fase | 1e Fase | 1e Fase | 1e Fase | 1e Fase | 1e Fase | 1e Fase | 1e Fase |       | 2e Fase | 2e Fase | 2e Fase | 2e Fase | 2e Fase | 2e Fase | 2e Fase | 2e Fase | 2e Fase | 2e Fase |   | Play-Offs | Play-Offs |
| Speler                | 1       | 2       | 3       | 4       | 5       | 5       | 6       | 7       | 8       | 8       | 9       | 10    | 10      | 11      | 11      | 12      | 12      | 13      | 13      | 14      | 15      | HF      | F |           |           |
| --------------------- | ------- | ------- | ------- | ------- | ------- | ------- | ------- | ------- | ------- | ------- | ------- | ----- | ------- | ------- | ------- | ------- | ------- | ------- | ------- | ------- | ------- | ------- | - | --------- | --------- |
| Michael van Gerwen    | G       | W       | W       | G       | NG      | NG      | W       | W       | W       | V       | W       | W     | W       | G       | G       | W       | W       | G       | W       | V       | W       | W       | W |           |           |
| Peter Wright          | W       | V       | W       | G       | W       | W       | W       | W       | V       | V       | W*      | G     | G       | G       | V       | W       | W       | W       | W       | W       | W       | W       | V |           |           |
| Phil Taylor           | W       | G       | W       | G       | G       | G       | V       | V       | W       | W       | W       | W     | W       | V       | V       | W       | V       | V       | V       | W       | W       | V       |   |           |           |
| Gary Anderson         | G       | W       | V       | G       | G       | G       | W       | V       | W       | W       | W       | V     | V       | G       | W       | V       | V       | W       | W       | W       | V       | V       |   |           |           |
| Dave Chisnall         | V       | V       | W       | V       | W       | W       | V       | V       | NG      | NG      | V       | G     | G       | G       | G       | W       | W       | G       | G       | W       | G       |         |   |           |           |
| Raymond van Barneveld | W       | G       | V       | G       | V       | V       | W       | W       | W       | W       | W       | V     | W       | V       | V       | V       | V       | V       | V       | V       | V       |         |   |           |           |
| James Wade            | W       | G       | W       | G       | V       | V       | V       | W       | V       | V       | V       | V     | V       | W       | W       | V       | V       | W       | W       | V       | G       |         |   |           |           |
| Adrian Lewis          | V       | W       | V       | G       | V       | V       | W       | W       | W       | W       | V       | W     | W       | W       | W       | V       | V       | V       | V       | V       | V       |         |   |           |           |
| Jelle Klaasen         | V       | V       | V       | W       | G       | G       | V       | V       | V       | V       | V       |       |         |         |         |         |         |         |         |         |         |         |   |           |           |
| Kim Huybrechts        | V       | G       | V       | G       | G       | G       | V       | V       | V       | V       | V*      |       |         |         |         |         |         |         |         |         |         |         |   |           |           |

- NB: W = Gewonnen, G = Gelijk, V = Verloren, NG = Niet gespeeld

* Reglementair met 7-0 i.v.m. afwezigheid Huybrechts.

## Uitslagen

### Groepsfase (fase 1)

#### Speelronde 1 (2 februari)
Metro Radio Arena, Newcastle
|                                    | Gemiddelde | Score | Gemiddelde |                    |
| ---------------------------------- | ---------- | ----- | ---------- | ------------------ |
| Kim Huybrechts                     | 100.62     | 5 - 7 | 96.07      | James Wade         |
| Raymond van Barneveld              | 99.33      | 7 - 5 | 98.96      | Adrian Lewis       |
| Phil Taylor                        | 96.23      | 7 - 3 | 96.84      | Dave Chisnall      |
| Gary Anderson                      | 103.19     | 6 - 6 | 107.94     | Michael van Gerwen |
| Peter Wright                       | 93.93      | 7 - 4 | 95.94      | Jelle Klaasen      |
| Avondgemiddelde: 98.91             |            |       |            |                    |
| Hoogste uitgooi: Dave Chisnall 160 |            |       |            |                    |
| Meeste 180s: Dave Chisnall 5       |            |       |            |                    |
| Avond 180s: 29                     |            |       |            |                    |

#### Speelronde 2 (9 februari)
Capital FM Arena, Nottingham
|                                         | Gemiddelde | Score | Gemiddelde |                       |
| --------------------------------------- | ---------- | ----- | ---------- | --------------------- |
| Adrian Lewis                            | 94.40      | 7 - 2 | 90.48      | Dave Chisnall         |
| James Wade                              | 98.88      | 6 - 6 | 92.06      | Phil Taylor           |
| Jelle Klaasen                           | 97.41      | 3 - 7 | 100.04     | Gary Anderson         |
| Peter Wright                            | 89.83      | 3 - 7 | 105.21     | Michael van Gerwen    |
| Kim Huybrechts                          | 96.99      | 6 - 6 | 93.91      | Raymond van Barneveld |
| Avondgemiddelde: 95.92                  |            |       |            |                       |
| Hoogste uitgooi: Michael van Gerwen 170 |            |       |            |                       |
| Meeste 180s: Raymond van Barneveld 7    |            |       |            |                       |
| Avond 180s: 29                          |            |       |            |                       |

#### Speelronde 3 (16 februari)
First Direct Arena, Leeds
|                                    | Gemiddelde | Score | Gemiddelde |                       |
| ---------------------------------- | ---------- | ----- | ---------- | --------------------- |
| Gary Anderson                      | 106.59     | 5 - 7 | 109.48     | Peter Wright          |
| Adrian Lewis                       | 88.01      | 4 - 7 | 98.21      | James Wade            |
| Phil Taylor                        | 96.39      | 7 - 4 | 97.32      | Raymond van Barneveld |
| Michael van Gerwen                 | 102.78     | 7 - 4 | 96.24      | Jelle Klaasen         |
| Dave Chisnall                      | 101.20     | 7 - 4 | 95.06      | Kim Huybrechts        |
| Avondgemiddelde: 99.13             |            |       |            |                       |
| Hoogste uitgooi: Dave Chisnall 141 |            |       |            |                       |
| Meeste 180s: Gary Anderson 6       |            |       |            |                       |
| Avond 180s: 32                     |            |       |            |                       |

#### Speelronde 4 (23 februari)
Brighton Centre, Brighton
|                                                                          | Gemiddelde | Score | Gemiddelde |                |
| ------------------------------------------------------------------------ | ---------- | ----- | ---------- | -------------- |
| Dave Chisnall                                                            | 93.28      | 3 - 7 | 98.90      | Jelle Klaasen  |
| Michael van Gerwen                                                       | 104.67     | 6 - 6 | 101.20     | Adrian Lewis   |
| Gary Anderson                                                            | 96.80      | 6 - 6 | 89.61      | James Wade     |
| Phil Taylor                                                              | 96.44      | 6 - 6 | 94.56      | Kim Huybrechts |
| Raymond van Barneveld                                                    | 103.40     | 6 - 6 | 95.87      | Peter Wright   |
| Avondgemiddelde: 97.47                                                   |            |       |            |                |
| Hoogste uitgooi: Adrian Lewis 170                                        |            |       |            |                |
| Meeste 180s: Jelle Klaasen, Raymond van Barneveld & Michael van Gerwen 4 |            |       |            |                |
| Avond 180s: 24                                                           |            |       |            |                |

#### Speelronde 5 (2 maart)
Westpoint Arena, Exeter
|                                                    | Gemiddelde | Score | Gemiddelde |                       |
| -------------------------------------------------- | ---------- | ----- | ---------- | --------------------- |
| Dave Chisnall                                      | 101.13     | 7 - 2 | 96.83      | Raymond van Barneveld |
| Jelle Klaasen                                      | 87.57      | 6 - 6 | 93.96      | Kim Huybrechts        |
| Gary Anderson                                      | 105.31     | 6 - 6 | 103.98     | Phil Taylor           |
| Adrian Lewis                                       | 109.15     | 2 - 7 | 119.50     | Peter Wright          |
| James Wade                                         | 89.35      | 5 - 7 | 92.58      | Dave Chisnall         |
| Avondgemiddelde: 99.94                             |            |       |            |                       |
| Hoogste uitgooi: Peter Wright 125                  |            |       |            |                       |
| Meeste 180s: Dave Chisnall 10 (over 2 wedstrijden) |            |       |            |                       |
| Avond 180s: 39                                     |            |       |            |                       |

#### Speelronde 6 (9 maart)
The SSE Hydro, Glasgow
|                                            | Gemiddelde | Score | Gemiddelde |                       |
| ------------------------------------------ | ---------- | ----- | ---------- | --------------------- |
| Adrian Lewis                               | 98.71      | 7 - 4 | 96.82      | Phil Taylor           |
| James Wade                                 | 94.52      | 5 - 7 | 95.42      | Peter Wright          |
| Kim Huybrechts                             | 101.72     | 5 - 7 | 106.30     | Michael van Gerwen    |
| Jelle Klaasen                              | 95.42      | 5 - 7 | 96.46      | Raymond van Barneveld |
| Dave Chisnall                              | 92.67      | 3 - 7 | 101.71     | Gary Anderson         |
| Avondgemiddelde: 97.98                     |            |       |            |                       |
| Hoogste uitgooi: Raymond van Barneveld 154 |            |       |            |                       |
| Meeste 180s: Adrian Lewis 7                |            |       |            |                       |
| Avond 180s: 37                             |            |       |            |                       |

#### Speelronde 7 (16 maart)
Rotterdam Ahoy, Rotterdam
|                                                     | Gemiddelde | Score | Gemiddelde |                    |
| --------------------------------------------------- | ---------- | ----- | ---------- | ------------------ |
| James Wade                                          | 94.32      | 7 - 3 | 86.21      | Jelle Klaasen      |
| Peter Wright                                        | 94.19      | 7 - 4 | 90.52      | Dave Chisnall      |
| Raymond van Barneveld                               | 103.71     | 7 - 2 | 102.69     | Gary Anderson      |
| Kim Huybrechts                                      | 90.17      | 3 - 7 | 96.18      | Adrian Lewis       |
| Phil Taylor                                         | 93.87      | 4 - 7 | 100.5      | Michael van Gerwen |
| Avondgemiddelde: 95.24                              |            |       |            |                    |
| Hoogste uitgooi: Raymond van Barneveld 156          |            |       |            |                    |
| Meeste 180s: Raymond van Barneveld & Adrian Lewis 5 |            |       |            |                    |
| Avond 180s: 21                                      |            |       |            |                    |

#### Speelronde 8 (23 maart)
Manchester Arena, Manchester
|                                                        | Gemiddelde | Score | Gemiddelde |                    |
| ------------------------------------------------------ | ---------- | ----- | ---------- | ------------------ |
| Michael van Gerwen                                     | 104.20     | 7 - 4 | 100.84     | James Wade         |
| Kim Huybrechts                                         | 91.55      | 2 - 7 | 101.86     | Gary Anderson      |
| Peter Wright                                           | 102.45     | 5 - 7 | 99.42      | Phil Taylor        |
| Jelle Klaasen                                          | 81.25      | 5 - 7 | 84.39      | Adrian Lewis       |
| Raymond van Barneveld                                  | 101.20     | 7 - 5 | 101.93     | Michael van Gerwen |
| Avondgemiddelde: 96.84                                 |            |       |            |                    |
| Hoogste uitgooi: Peter Wright 156                      |            |       |            |                    |
| Meeste 180s: Michael van Gerwen 9 (over 2 wedstrijden) |            |       |            |                    |
| Avond 180s: 33                                         |            |       |            |                    |

#### Judgement Night (30 maart)
Motorpoint Arena, Cardiff
|                                                               | Gemiddelde | Score  | Gemiddelde |                |
| ------------------------------------------------------------- | ---------- | ------ | ---------- | -------------- |
| Peter Wright                                                  | -          | 7 - 0* | -          | Kim Huybrechts |
| Phil Taylor                                                   | 97.50      | 7 - 5  | 91.78      | Jelle Klaasen  |
| Gary Anderson                                                 | 107.13     | 7 - 3  | 96.67      | Adrian Lewis   |
| Raymond van Barneveld                                         | 96.85      | 7 - 2  | 84.97      | James Wade     |
| Michael van Gerwen                                            | 104.25     | 7 - 1  | 100.79     | Dave Chisnall  |
| Avondgemiddelde: 97.49                                        |            |        |            |                |
| Hoogste uitgooi: Gary Anderson 170                            |            |        |            |                |
| Meeste 180s: Gary Anderson & Dave Chisnall 5                  |            |        |            |                |
| Avond 180s: 20                                                |            |        |            |                |
| * Reglementaire uitslag i.v.m. afwezigheid van Kim Huybrechts |            |        |            |                |

### Groepsfase (fase 2)

#### Speelronde 10 (6 april)
3Arena, Dublin
|                                                           | Gemiddelde | Score | Gemiddelde |                       |
| --------------------------------------------------------- | ---------- | ----- | ---------- | --------------------- |
| James Wade                                                | 110.82     | 5 - 7 | 113.62     | Michael van Gerwen    |
| Raymond van Barneveld                                     | 100.51     | 3 - 7 | 105.87     | Phil Taylor           |
| Dave Chisnall                                             | 106.40     | 6 - 6 | 101.82     | Peter Wright          |
| Adrian Lewis                                              | 99.76      | 7 - 3 | 95.20      | Gary Anderson         |
| James Wade                                                | 93.58      | 2 - 7 | 100.07     | Raymond van Barneveld |
| Avondgemiddelde: 102.77                                   |            |       |            |                       |
| Hoogste uitgooi: Dave Chisnall 145                        |            |       |            |                       |
| Meeste 180s: Raymond van Barneveld 9 (over 2 wedstrijden) |            |       |            |                       |
| Avond 180s: 39                                            |            |       |            |                       |

#### Speelronde 11 (13 april)
Echo Arena, Liverpool
|                                                                            | Gemiddelde | Score | Gemiddelde |                       |
| -------------------------------------------------------------------------- | ---------- | ----- | ---------- | --------------------- |
| Gary Anderson                                                              | 101.46     | 6 - 6 | 98.98      | Dave Chisnall         |
| Michael van Gerwen                                                         | 103.48     | 6 - 6 | 99.79      | Peter Wright          |
| Adrian Lewis                                                               | 111.52     | 7 - 4 | 99.29      | Raymond van Barneveld |
| Phil Taylor                                                                | 98.96      | 5 - 7 | 93.88      | James Wade            |
| Peter Wright                                                               | 103.85     | 2 - 7 | 113.44     | Gary Anderson         |
| Avondgemiddelde: 102.47                                                    |            |       |            |                       |
| Hoogste uitgooi: Adrian Lewis 141                                          |            |       |            |                       |
| Meeste 180s: Dave Chisnall & Gary Anderson 8 (Anderson over 2 wedstrijden) |            |       |            |                       |
| Avond 180s: 39                                                             |            |       |            |                       |

#### Speelronde 12 (20 april)
The SSE Arena, Belfast
|                                                   | Gemiddelde | Score | Gemiddelde |                       |
| ------------------------------------------------- | ---------- | ----- | ---------- | --------------------- |
| Dave Chisnall                                     | 103.97     | 7 - 3 | 95.56      | Adrian Lewis          |
| Phil Taylor                                       | 104.38     | 7 - 4 | 102.60     | Gary Anderson         |
| Peter Wright                                      | 92.53      | 7 - 3 | 92.24      | James Wade            |
| Michael van Gerwen                                | 103.09     | 7 - 2 | 93.55      | Raymond van Barneveld |
| Dave Chisnall                                     | 104.72     | 7 - 2 | 94.91      | Phil Taylor           |
| Avondgemiddelde: 98.76                            |            |       |            |                       |
| Hoogste uitgooi: Raymond van Barneveld 140        |            |       |            |                       |
| Meeste 180s: Dave Chisnall 6 (over 2 wedstrijden) |            |       |            |                       |
| Avond 180s: 23                                    |            |       |            |                       |

#### Speelronde 13 (27 april)
Barclaycard Arena, Birmingham
|                                                        | Gemiddelde | Score | Gemiddelde |                       |
| ------------------------------------------------------ | ---------- | ----- | ---------- | --------------------- |
| James Wade                                             | 93.74      | 7 - 4 | 96.68      | Adrian Lewis          |
| Dave Chisnall                                          | 99.04      | 6 - 6 | 101.95     | Michael van Gerwen    |
| Phil Taylor                                            | 95.69      | 3 - 7 | 94.32      | Peter Wright          |
| Gary Anderson                                          | 105.47     | 7 - 4 | 101.98     | Raymond van Barneveld |
| Adrian Lewis                                           | 94.53      | 0 - 7 | 110.75     | Michael van Gerwen    |
| Avondgemiddelde: 99.42                                 |            |       |            |                       |
| Hoogste uitgooi: Gary Anderson 161                     |            |       |            |                       |
| Meeste 180s: Michael van Gerwen 6 (over 2 wedstrijden) |            |       |            |                       |
| Avond 180s: 19                                         |            |       |            |                       |

#### Speelronde 14 (4 mei)
FlyDSA Arena, Sheffield
|                                              | Gemiddelde | Score | Gemiddelde |               |
| -------------------------------------------- | ---------- | ----- | ---------- | ------------- |
| Peter Wright                                 | 100.53     | 7 - 2 | 92.80      | Adrian Lewis  |
| Raymond van Barneveld                        | 100.65     | 5 - 7 | 109.36     | Dave Chisnall |
| James Wade                                   | 87.35      | 3 - 7 | 94.32      | Gary Anderson |
| Michael van Gerwen                           | 102.99     | 3 - 7 | 100.41     | Phil Taylor   |
| Avondgemiddelde: 98.55                       |            |       |            |               |
| Hoogste uitgooi: Dave Chisnall 142           |            |       |            |               |
| Meeste 180s: Gary Anderson & Dave Chisnall 4 |            |       |            |               |
| Avond 180s: 24                               |            |       |            |               |

#### Speelronde 15 (11 mei)
GE Oil & Gas Arena, Aberdeen
|                                    | Gemiddelde | Score | Gemiddelde |                       |
| ---------------------------------- | ---------- | ----- | ---------- | --------------------- |
| Dave Chisnall                      | 98.68      | 6 - 6 | 96.29      | James Wade            |
| Phil Taylor                        | 99.09      | 7 - 5 | 97.50      | Adrian Lewis          |
| Peter Wright                       | 97.27      | 7 - 1 | 94.74      | Raymond van Barneveld |
| Michael van Gerwen                 | 103.56     | 7 - 4 | 100.46     | Gary Anderson         |
| Avondgemiddelde: 98.45             |            |       |            |                       |
| Hoogste uitgooi: Gary Anderson 145 |            |       |            |                       |
| Meeste 180s: Dave Chisnall 7       |            |       |            |                       |
| Avond 180s: 27                     |            |       |            |                       |

### Play-offs

#### (18 mei)
The O2, Londen
|                                                         | Gemiddelde | Score   | Gemiddelde |               |
| ------------------------------------------------------- | ---------- | ------- | ---------- | ------------- |
| Michael van Gerwen                                      | 102.54     | 10 - 7  | 102.68     | Gary Anderson |
| Peter Wright                                            | 100.04     | 10 - 9  | 97.62      | Phil Taylor   |
| Michael van Gerwen                                      | 104.76     | 11 - 10 | 101.06     | Peter Wright  |
| Avondgemiddelde: 101.45                                 |            |         |            |               |
| Hoogste uitgooi: Gary Anderson 160                      |            |         |            |               |
| Meeste 180s: Michael van Gerwen 13 (over 2 wedstrijden) |            |         |            |               |
| Avond 180s: 35                                          |            |         |            |               |

2005 ·
2006 ·
2007 ·
2008 ·
2009 ·
2010 ·
2011 ·
2012 ·
2013 ·
2014 ·
2015 ·
2016 ·
2017 ·
2018 ·
2019 ·
2020 ·
2021 ·
2022 ·
2023 ·
2024 ·
2025